# Eugen Eckert (Pfarrer)

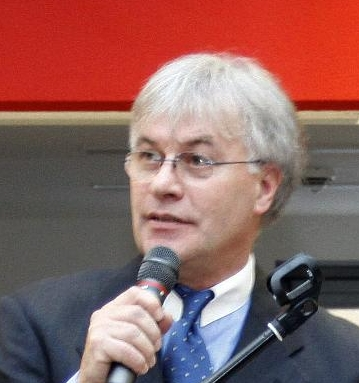
Eugen Eckert (2008)

Eugen Eckert (* 1954 in Frankfurt am Main) ist ein deutscher evangelischer Pfarrer, Liedtexter und Dozent.

## Leben
Eckerts Familie stammt aus einer katholisch geprägten ungarn-deutschen Region am Plattensee. Seine evangelische Mutter, die ebenso wie sein katholischer Vater aus Ungarn stammt, lernte Eckerts Vater im Flüchtlingslager Schlüchtern kennen. Kurz vor seinem Tode trat Eckerts Vater der evangelischen Kirche bei.
Eugen Eckert arbeitete zunächst als Sozialarbeiter in seiner Heimatstadt. Er wurde dann Vikar an der Frankfurter Dreifaltigkeitskirche. 1990 wurde er Pfarrer in der evangelischen Lauterborngemeinde in Offenbach. Von 1996 bis 2016 war er als Studentenpfarrer an der Johann Wolfgang Goethe-Universität tätig. Bereits mit Beginn des Jahres 2007 beauftragte ihn die Evangelische Kirche in Hessen und Nassau allerdings im Umfang einer halben Stelle als Stadionpfarrer in der Frankfurter Commerzbank-Arena, seit 2021 der Deutsche Bank Park. Mit dem 1. Januar 2017 wechselte er von der Universität ganz in das Arbeitsfeld „Kirche und Sport“. Bis zum 31. Dezember 2023 war er im Auftrag der Evangelischen Kirche in Deutschland (EKD) mit der zweiten Hälfte seiner Stelle Kontaktpfarrer zu den Sportverbänden und dazu als Referent den Sportbeauftragten der EKD, Kirchenpräsident Dr. Volker Jung, später Präses Dr. Thorsten Latzel, zur Seite gestellt. Obwohl er am 30. Juni 2021 pensioniert wurde, setzte er sein Engagement als Frankfurter Stadionpfarrer für die Evangelische Kirche in Hessen und Nassau im Rahmen eines Honorarvertrages fort. Am 31. Dezember 2024 endete der Vertrag mit seiner Kirche.
Seit 1976 schreibt er Texte neuer geistlicher Lieder. Er ist Autor von rund 2.000 Liedern, der Matthäus-Passion „Christi Kreuz vor Augen“, elf Oratorien, einem Requiem, zahlreichen Messen, Singspielen und Kantaten. Eckert war 1975 Gründungsmitglied und ist bis heute Musiker der Frankfurter Band Habakuk. Seit ihrer Gründung hat sie 22 eigene Studioproduktionen (LPs – und CDs ab 1991) eingespielt.
Bis Ende 2023 war er Autor von Choralandachten für den WDR, von 2016 bis 2021 auch für Evangelische Morgenfeiern auf HR 2 und Verfasser von Büchern. Von 1993 bis 2013 unterrichtete er als Lehrbeauftragter an der Hochschule für Musik und Darstellende Kunst Frankfurt am Main.
Von 1980 bis 2012 wirkte Eckert 32 Jahre lang als berufenes Mitglied mit im Arbeitskreis Kirchenmusik und Jugendseelsorge im Bistum Limburg. Nachdem dessen Vorsitzendem Patrick Dehm 2012 als Leiter des katholischen „Hauses der Begegnung“ vom Limburger Generalvikar Franz Kaspar fristlos gekündigt worden war, trat Eckert aus Protest gegen diese Entscheidung aus dem Arbeitskreis aus.
Er ist Gründungsmitglied des ökumenischen Vereins inTAKT e. V. zur Förderung des „Neuen Geistlichen Liedes“, der am 8. April 2013 ins Leben gerufen wurde. Gemeinsam mit Patrick Dehm und Annette Kreuzer bildet Eugen Eckert den Vereinsvorstand. Seit 1996 leitet er auf der Insel Spiekeroog im Zusammenspiel mit Kirchenmusikern eine jährlich im Herbst stattfindende einwöchige, ökumenische Musikfortbildung für Solisten, Chor und Instrumentalisten zum Neuen Geistlichen Lied. Diese wird seit 2013 vom Verein inTAKT e. V. getragen. Seit 1997 koordiniert und moderiert er den jährlich stattfindenden Ökumenischen Tag des Neuen Geistlichen Liedes in Wetzlar.
Eckert ist verheiratet und hat einen erwachsenen Sohn. Seit seiner Pensionierung lebt er in Offenbach/Main.

## Werke

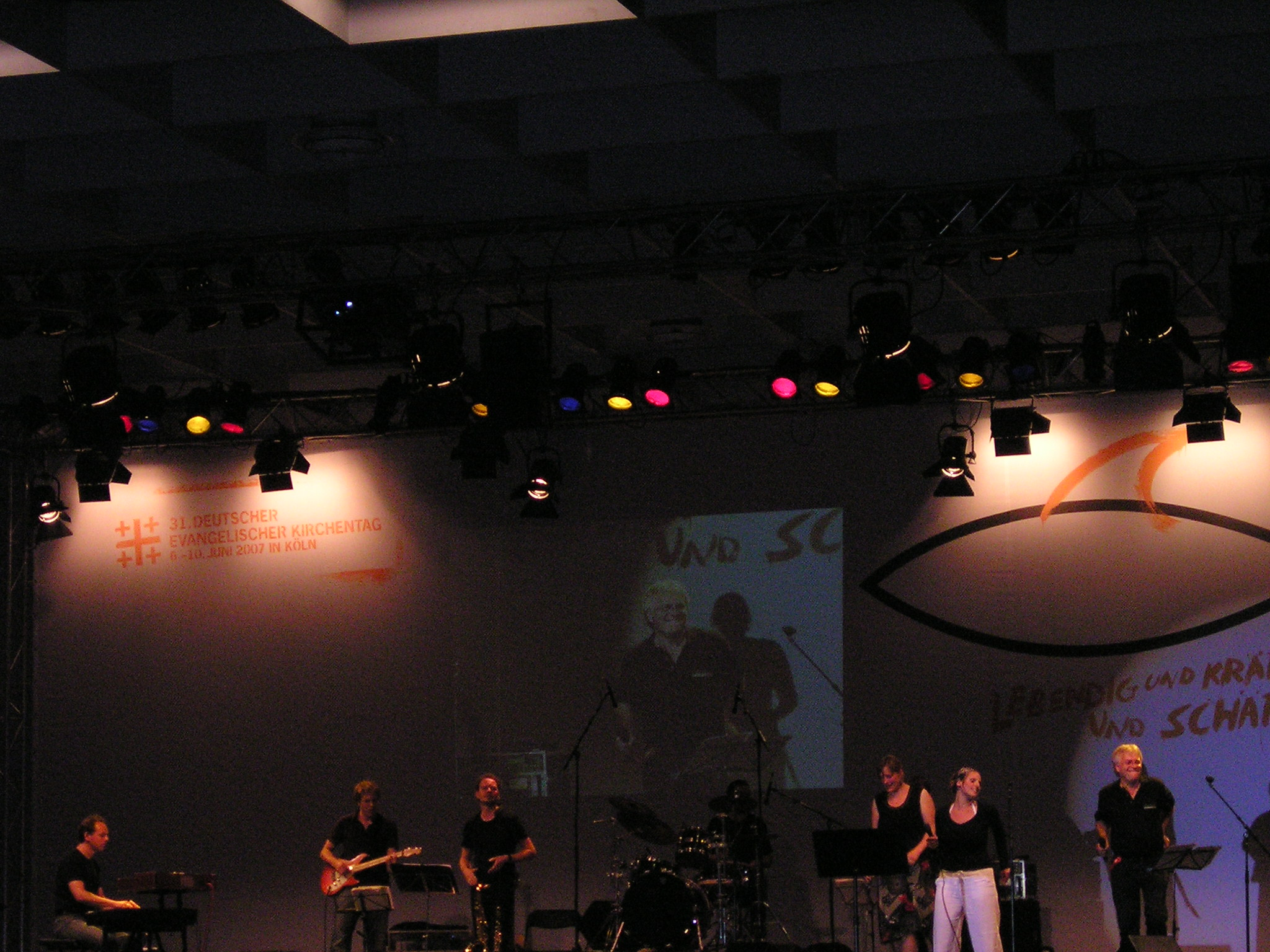
Eugen Eckert (rechts) mit der Band Habakuk auf dem Deutschen Evangelischen Kirchentag 2007

### Lieder
- „Atem des Lebens, wehe uns an“, 1997, Musik: Alejandro Veciana
- „Aus deiner Hand“, Musik: Joachim Raabe
- „Besser als ich noch“, 1999, Musik: Horst Christill
- „Bewahre uns, Gott“, Musik: Anders Ruuth
- „Bleib, Engel, bleibe“, Musik: Alejandro Veciana
- „Da wohnt ein Sehnen tief in uns“, 1986, Musik: Anne Quigley 1973[4]
- „Dein ist die Zeit“, Musik: Alejandro Veciana
- „Dem Gott, der alles Leben gibt“, Musik: Alejandro Veciana
- „Der Müden Kraft“, Musik: Johannes Müller
- „Eingeladen zum Fest des Glaubens“, Musik: Alejandro Veciana
- „Ein neuer Himmel, eine neue Erde“, Musik: Jürgen Kandziora
- „Es ist Sommer“, Musik: Alejandro Veciana
- „Gott, deine Liebe reicht weit“, Musik: Winfried Heurich
- „Gott hat mir längst einen Engel gesandt“, Musik: Thomas Gabriel
- „Halte deine Träume fest“, Musik: Jürgen Kandziora
- „Ich lasse dich nicht“, Musik: Peter Reulein, Beitrag zum Liederwettbewerb des Ökumenischen Kirchentags in Berlin 2003
- „Ihr sollt ein Segen sein“, Musik: Andreas Neuwirth
- „In kalter Zeit“, Musik: Peter Reulein.
- „Llamado soy de Dios – Ich kenne Gottes Ruf“, Musik: Jose Aguir
- „Meine engen Grenzen“, Musik: Winfried Heurich und Gerhard Fleischer, 1981[5]
- „Mit dir, Maria, singen wir“, 1994, Musik: J. C. Gjanadda[6]
- „Noch ehe die Sonne am Himmel stand“, Musik: Sergej A. Bazuk
- „Pusteblume, Löwenzahn“, Musik: Alejandro Veciana
- „Seht, Brot und Wein“, 1999, Musik: Peter Reulein
- „Sei getrost und unverzagt“, Musik: Fritz Baltruweit
- „Sehnsucht nach dem ganz Anderen“, Musik: Ludger Stühlmeyer
- „Von allen Seiten umgibst du mich“, Musik: Torsten Hampel
- „Wäre Gesanges voll unser Mund“, Musik: Alejandro Veciana
- „Weite Räume meinen Füßen“, Musik: Alejandro Veciana
- „Wir haben seinen Stern gesehen“, Musik: Peter Reulein
- „Wo die Liebe wohnt“, Musik: Alejandro Veciana

### Oratorien
- „Hiob“, 1994, Musik: Jürgen Blume
- „Daniel“,1996, Musik: Thomas Gabriel
- „Emmaus“,2002, Musik: Thomas Gabriel
- „Simeon“, 2007, Musik: Thomas Gabriel
- „Eleasar“,2008, Musik: Gerd-Peter Münden
- „Junia“, 2010, Musik: Thomas Gabriel
- „Und dann war Licht“, 2013 zu den Merseburger Orgeltagen, Musik: Thomas Gabriel
- „Maria“, 2014, Musik: Thomas Gabriel, UA am 29. März 2014, Evangelische Friedenskirche, Ratingen
- „Feuerzungen“, 2014, Musik: Peter Reulein, UA am 7. Juni 2014, Liebfrauenkirche, Frankfurt a. M.
- „So lang hier stehet Stein auf Stein“, 2016. Aus Anlass des Gedenkens „350 Jahre Pest in Flörsheim am Main (1666–2016)“. Auftragsarbeit für die Stadt Flörsheim. Musik: Schüler und Lehrer des Graf-Stauffenberg-Gymnasiums in Flörsheim.
- „Bruder Martin“, 2017 – Luther-Oratorium für Solisten, Chor, Orchester und Band. Musik: Thomas Gabriel. Uraufführung am 17. September 2017, Freilichtbühne in Tecklenburg/Westfalen.
- Matthäuspassion: „Christi Kreuz vor Augen“, 2020. Auftragsarbeit für den Chor des Münsters in Konstanz. Musik Thomas Gabriel. Strube-Verlag, München.
- „EINS“ – Ökumenisches Oratorium (Uraufführung) für den 3. Ökumenischen Kirchentag in Frankfurt im Mai 2021, Komposition: Bernhard Kießig und Peter Reulein; Text: Eugen Eckert und Helmut Schlegel OFM[7]

### Requiem
- „Wahrheit in Flammen – Ein Requiem für Jan Hus“, 2017, Musik: Ralf Grössler. Uraufführung 20.–22. Januar 2017 in Wildeshausen.

## Publikationen
- Gott ist mein Lied, ist meine Macht. 75 Psalmgedichte zu Choralmelodien und in jeweils neuen Vertonungen, Strube-Verlag, München, Edition 1284.
- Durch Hohes und Tiefes. Gesangbuch der Evangelischen Studierendengemeinden in Deutschland, 2008, Strube-Verlag, München, Edition 6502.
- CD Ein Fenster zum Himmel. Neuerscheinung am 20. Mai 2011. Band HABAKUK mit geistlicher Pop- und Rockmusik zu Themen des 33. Deutschen Evangelischen Kirchentages in Dresden und zur FIFA-Fußball-Weltmeisterschaft der Frauen 2011.
- Das Licht in unsren Herzen – Keltische Messe nach geistlichen Texten aus Irland und Schottland für Chor und Folk-Band. Texte: Eugen Eckert, Musik: Peter Reulein. Strube-Edition 6574, 2010.
- Singen – Den Engeln und den Fröschen helfen. In: Bärbel Wartenberg-Potter, Was tust du, fragt der Engel – Mystik im Alltag, Freiburg 2004, S. 145 ff.
- Lieder als Nachtherbergen für Wegwunde – Predigt zu 1 Sam 16, 4 ff. In: Katrin Göring-Eckardt/Gerald Hagmann (Hrsg.): Predigten und Kanzelreden mit Herzen, Mund und Händen, Leipzig 2011, S. 23 ff.
- Sommerfrische für die Seele – Ein spiritueller Urlaubsführer. 2012, Eugen Eckert & Sigurd Rink, Kreuz-Verlag, Freiburg.
- Die beste Zeit im Jahr ist mein – Choralandachten bekannter Persönlichkeiten. Hg. Gerd Höft und Susanne Schart, eteos, Medienverband der Evangelischen Kirche im Rheinland, 2013. Mit Beiträgen von Fritz Baltruweit, Eugen Eckert, Katrin Göring-Eckardt, Norbert Lammert, Nikolaus Schneider u. a.
- Reformatorische Risiken und Nebenwirkungen auf Kirchenlieder der Gegenwart. (Beitrag von Eugen Eckert) In: Ein neues Lied wir heben an – Die Lieder Martin Luthers und die dichterisch-musikalische Wirkung der Reformation. Hg. Volker Gallé, Worms-Verlag 2013, S. 97 ff.
- Der Heilige Geist ist keine Schwalbe – Gott, Fußball und andere wichtige Dinge. Ein Fußball- und Lebensbuch voller Tiefgang. Ein Nachdenken über Fallen und Aufstehen, Foulspiel und Reue, den Umgang mit Regeln, Siegen und Niederlagen, Erfolg und Misserfolg in Gesprächen u. a. mit Steffi Jones, Volker Jung, Sebastian Kehl, Nia Künzer, Peter Steinacker, Dragoslav Stepanovic, Rudi Völler, Lutz Wagner. Kösel-Verlag, München 2014.
- Einfach so – Album mit drei CDs zum 40-jährigen Bühnenjubiläum der Band HABAKUK. Große Hits aus vier Jahrzehnten und Nagelneues. 2015.
- Sing to God – Gospelmesse für Solisten, gemischten Chor, Klavier und Gemeinde. Musik: Kai Lünnemann. Dehm-Verlag, Limburg 2016
- Jetzt – CD-Neuerscheinung am 20. Mai 2017. Band HABAKUK mit 13 neuen Titeln. 50:18 Minuten Gesamtspielzeit. Geistliche Pop- und Rockmusik zu Themen des 36. Deutschen Evangelischen Kirchentags in Berlin und Wittenberg.
- Einfach so, Songbook zur gleichnamigen CD und zur CD „Jetzt“. 58 Lieder der Frankfurter Band HABAKUK – Texte und Melodien, Harmonien und Chorsätze, teilweise Arrangements. Hrsg. Eugen Eckert. Strube-Verlag, München, Edition 6894, 2018.
- Eine Handbreit bei dir. Neue Texte und Melodien zu allen 150 Psalmen der Bibel – Texte von Eugen Eckert, Dietmar Fischenich, Helmut Schlegel u. a. in Vertonungen von Horst Christill, Alexander Keidel, Johann Simon Kreuzpointner, David Plüss, Joachim Raabe, Peter Reulein u. a. Erschienen im Dehm-Verlag, Limburg, 2019.
- was auch geschieht – CD-Neuerscheinung, im Münchener Strube-Verlag am 10. Juni 2019. 14 neue Titel der Frankfurter Band HABAKUK. Gesamtspielzeit 54:50 Minuten. Pop- und Rockmusik, Reggae, Country und Chanson mit geistlichen Texten zur Losung des 37. Deutschen Evangelischen Kirchentages in Dortmund „Was für ein Vertrauen“. Zur CD ist auch ein Liederbuch mit den 14 Texten, Melodien und Harmonien erschienen.
- Lebenstanz – Kantate für Solo, gemischten Chor und Klavier. Text: Eugen Eckert (zu Texten aus den biblischen Weisheitsbüchern Kohelet und Sprüche). Musik: Thomas Gabriel. Erschienen im Strube-Verlag, München, Edition 4142, Juli 2019.
- Zwischen Himmel und Erde bewegen – Gelungene Beispiele von Kirche und Sport. Redaktion, zusammen mit Albert Mehl und Volker Rahn und Autor eines Artikels zur Arbeit in der Frankfurter Stadionkapelle. August 2019.
- Ihr erbt letztlich das Land – Friedensmesse mit Neuen Geistlichen Liedern für vierstimmigen Chor, Klavier, Band und Gemeinde. Text: Eugen Eckert. Musik: Johann Simon Kreuzpointner. Edition 73 im Dehm-Verlag, Limburg, 2020.
- Cross Move – Sport bewegt Menschen. Eine Chance für Gemeinden und Verbände. Hg. Henrik Struve und Saskia von Münster mit zwei Beiträgen von Eugen Eckert (S. 205 ff und S. 211 ff), Stuttgart 2021
- CD Wie frisches Wasser – 13 Lieder zu ausgewählten Psalmen der Bibel. Melodien von David Plüss. Dehm-Verlag, 31. August 2021.
- Chorheft Wie frisches Wasser - Lieder zu Psalmen und Glaubensfragen von Eugen Eckert und David Plüss, Dehm-Verlag, Limburg, 2022.
- Handbuch Studierendenseelsorge. Gemeinden – Präsenz an der Hochschule – Perspektiven. Hg. Corinna Hirschberg, Matthias Freudenberg und Uwe-Karsten Plisch mit einem Beitrag von Eugen Eckert (S. 144 ff),  Göttingen 2022.
- Überall – CD der Band HABAKUK, Frankfurt/M. 14 Pop- und Rocksongs. Lebenslieder gegen die Pandemie und Angst. Neuerscheinung im Münchener Strube-Verlag am 26. April 2022.
- Come, o long expected Jesus - Keltische Advents- und Weihnachtsmesse für Solo-Gesang, Chor und Folkband. Texte: Eugen Eckert. Musik: Peter Reulein. Strube Edition 4146, Neuerscheinung Juli 2022.
- Sportseelsorge, Themenheft mit Gottesdienstentwürfen im Zusammenhang mit "Kirche und Sport", gemeinsam mit der katholischen Olympiaseelsorgerin Elisabeth Keilmann. Bergmoser+Höler, Kevelaer, Ausgabe 8 - 2022.
- Von Licht und Schatten - Schande und Chance, In: Macht hoch die Tür, die Tooor macht weit. Die Fußball-WM in der Adventszeit 2022, Hg. Evangelische Kirche in Hessen und Nassau, 36 Seiten. Mitglied der Redaktion.
- Das Stadion - der neue Marktplatz? Ein Gespräch über Sportethik und die sportliche Zukunft der Kirche mit Eugen Eckert, Stadionpfarrer und persönlicher Referent des EKD-Beauftragten für Kirche und Sport. In: Das Baugerüst, Zeitschrift für Jugend- und Bildungsarbeit, S. 17 ff. Hg. Amt für Jugendarbeit in Bayern und AEJ, Arbeitsgemeinschaft der Evangelischen Jugend in Deutschland e. V., Heft 3/23.
- Stadionkapellen in Deutschland - Kirchen am Marktplatz. Leise Kontrapunkte zum Lauten - Andachtsräume an Lebensstationen - Lernorte für Gruppen. In: Praxis Gemeindepädagogik. Zeitschrift für evangelische Bildungsarbeit, Heft 2, April - Juni 2023 "Kirche und Sport". S. 34 ff.
- Schwarz-Weiß ein Leben lang. Mario ist Eintrachtfan mit Haut und Haaren und er sagt: Auch Niederlagen muss man aushalten. In: Publik-Forum, Extra-Thema "Dazugehören. Vom Glück der Gemeinschaft". September 2023, S. 4 ff.
- Wurzeln können, Liederbuch mit 766 modernen geistlichen Liedern für Kirchengemeinden, Jugendgruppen und Chören (rund 400 Erstveröffentlichungen). Themen: Geburt - Taufe - Kindergarten - Schule - Kommunion - Konfirmation - Firmung - Ferien - Schulwechsel/Schulentlassung - Spiellieder - Feier von Gottesdiensten. Dehm-Verlag, Limburg. September 2023.
- Verbunden sein, 24 einfach schöne Gemeindelieder durch das Kirchenjahr. Texte: Eugen Eckert. Musik: David Plüss. Erschienen als Chorbuch und Melodieheft. Strube-Verlag, München. 2025